# ليونيد تيبيلوف
ليونيد تيبيلوف (بالأوسيتية: Тыбылты Харитъоны фырт Леонид)‏ (و. 1952 – م) هو سياسي من جورجيا . تولى منصب رئيس أوسيتيا الجنوبية (منذ 19 أبريل 2012) .
| المناصب السياسية | المناصب السياسية             | المناصب السياسية |
| ---------------- | ---------------------------- | ---------------- |
| سبقه             | رئيس أوسيتيا الجنوبية 2012 - | تبعه             |